# AstroArts
株式会社AstroArts（日語：株式会社アストロアーツ）是總部位於東京都澀谷区的日本軟件公司及出版社，主要製作出版天文方面的軟件及雜誌。

## 歷史
來源：
- 1990年3月 - 株式会社ASCII的出版局AstroArts Project發售附贈光碟的星空年鑑書籍《AstroGuide 1990》。
- 1991年
  - 6月24日 - 株式会社ASCII在東京都港区南青山成立子公司，即原株式会社AstroArts。
  - 7月 - 發售天文模擬軟件《StellaNavigator for PC-9801 DOS版》。
- 1992年 - 大熊正美就任代表取締役社長。
- 1993年9月 - 公司搬遷至東京都新宿区西新宿。
- 1996年12月 - 兼併天文雜誌《Sky Watcher》（スカイウオッチャー）編輯方有限会社NGC（有限会社エヌジーシー）。
- 1997年
  - 2月 - 受立風書房委托，編輯及制作天文雜誌《Sky Watcher》。
  - 2月 - 發售天体影像處理軟件《StellaImage》。
  - 10月 - 設立網上商店。
- 2000年
  - 7月 - 互聯網直播月全食。
  - 11月 - 天文雜誌《月刊星Navi》創刊。
- 2002年
  - 7月 - 從ASCII繼承「多媒體圖鑑系列」事業。
  - 9月 - 株式会社AstroArts繼承原株式会社AstroArts營業權。
  - 10月 - 公司搬遷至東京都澀谷区富谷
- 2006年12月 - 數碼天象儀「StellaDome Pro」（ステラドームプロ）1号機收入平塚市博物館。
- 2009年3月 - 開發任天堂DS《星空Navi》（星空ナビ），ASCII MEDIA WORKS發售。
- 2012年10月 - 發售Windows平板用天文模擬應用程式《M+Stellar》

## 軟件
來源：
- StellaNavigator（ステラナビゲータ） - 天文模擬軟件
- StellaImage（ステライメージ） - 天体影像處理軟件
- StellaShot（ステラショット） - 天体攝影軟件
- EclipseNavigator（エクリプスナビゲータ） - 日食模擬軟件

### 流動應用程式
- AstroGuide（アストロガイド）
- iStellar（iステラ） - iPhone及iPod touch用星圖檢視應用程式。
- SmartStellar（スマートステラ） - Android裝置用星圖檢視應用程式。

## 出版
- 月刊星Navi（月刊星ナビ，每月5日自KADOKAWA發售[5]）
- AstroGuide 星空年鑑（[6]）

## 外部連結
- AstroArts（页面存档备份，存于）